# En by uden hukommelse
En by uden hukommelse er en dansk dokumentarfilm fra 1995 med instruktion og manuskript af Janne Giese.

## Handling
I det sydøstlige Polen ligger byen Przeworsk, som var halvt jødisk, halvt polsk helt frem til 1939, da tyskerne gik ind i Polen. Som i hundredvis af andre små byer i Galicien var Przeworsk dybt præget af den jødiske kultur og religion. Der var en 400 år gammel synagoge, flere jødiske kirkegårde, jødiske skoler og et blomstrende forretningsliv. I dag er der intet tilbage, og alle jøder er væk. Hvordan levede de sammen inden krigen, og hvad skete der, da katastrofen indtraf? Hvad huskes, og hvad er glemt? Eller fortrængt. Og hvad er baggrunden for, at man i dag kan finde en væggraffiti med teksten "hellere sæbe end jøder" i en by, hvor der måske stadig lever jøder under en skjult identitet?